# Федеріко Ніло Мальдіні
Федеріко Ніло Мальдіні (28 березня 2001 , Болонья ) — італійський стрілець, срібний призер Олімпійських ігор 2024 року.

## Виступи на Олімпіадах
| Олімпіада  | Дисципліна                       | Місце |
| ---------- | -------------------------------- | ----- |
| Париж 2024 | пневматичний пістолет, 10 метрів | 2     |

## Зовнішні посилання
- Федеріко Ніло Мальдіні на сайті ISSF (англійська)
- Федеріко Ніло Мальдіні на сайті Olympics.com (англійська)
- Федеріко Ніло Мальдіні